# Брошон
Брошо́н (фр. Brochon) — коммуна во Франции, находится в регионе Бургундия. Департамент коммуны — Кот-д’Ор. Входит в состав кантона Жевре-Шамбертен. Округ коммуны — Дижон.
Код INSEE коммуны — 21110.

## Население
Население коммуны на 2010 год составляло 644 человека.
| 1962 | 1968 | 1975 | 1982 | 1990 | 1999 | 2010 |
| ---- | ---- | ---- | ---- | ---- | ---- | ---- |
| 442  | 550  | 633  | 609  | 591  | 689  | 644  |

## Экономика
В 2010 году среди 405 человек трудоспособного возраста (15—64 лет) 275 были экономически активными, 130 — неактивными (показатель активности — 67,9 %, в 1999 году было 72,5 %). Из 275 активных жителей работали 269 человек (137 мужчин и 132 женщины), безработных было 6 (2 мужчин и 4 женщины). Среди 130 неактивных 52 человека были учениками или студентами, 56 — пенсионерами, 22 были неактивными по другим причинам.